# Leggo
Leggo is een gratis dagblad in Italië. Het werd op 3 maart 2001 voor het eerst in Rome uitgegeven door Franco Caltagirone onder de uitgever Caltagirone Editore, wat een onderdeel is van Caltagirone S.p.A.. De editie in Milaan is gestart op 21 maart 2001.
Nu heeft dit gratis dagblad meer dan vijftien edities in Rome, Milaan, Turijn, Bologna, Florence, Verona, Padua, Venetië, Napels en sinds 2005 ook in Bari, Genua, Bergamo, Brescia, Como en Varese met een oplage van totaal 1.050.000. Volgens het verslag van Eurisko uit 2005 staat Leggo hiermee aan kop van het meest gelezen gratis dagblad. Vier journalisten vormen hier de basis: Giampiero Rossi, Chiara Prazzoli, Paola Pastorini, Marco Ronchetto.